# Kitty Gordon
Kitty Gordon (22 de abril de 1878 – 26 de mayo de 1974) fue una actriz teatral y cinematográfica de nacionalidad británica.

## Biografía
Su verdadero nombre era Constance Minnie Blades, y nació en Folkestone, Inglaterra. Su primera actuación teatral profesional tuvo lugar en el Princes Theatre de Bristol en 1901 con una producción itinerante de San Toy. También actuó en The Duchess of Dantzic en 1903 y en la opereta Véronique en 1904. En 1909 se mudó a Nueva York, trabajando con regularidad en el circuito teatral de dicha ciudad. El 19 de octubre de 1911 fue protagonista del estreno de la opereta de Victor Herbert The Enchantress, representada en el New York Theatre. Gordon continuó con su actividad teatral hasta más allá de 1919. 
Su primera actuación en el cine tuvo lugar en 1916 en el film As in a Looking Glass, rodando en los siguientes tres años 21 películas. 
El 25 de junio de 1920, durante una representación de vodevil en Chicago en la cual trabajaba su marido, Jack Wilson, y la hija de Gordon, Vera Beresford, el arma que utilizaba Gordon en la función produjo dos disparos reales que hirieron a Joseph A. Hack, un acróbata.
En 1903 se casó con el director teatral Michael Levenston, que falleció menos de cuatro meses más tarde. En octubre de 1904 se casó con Harry Beresford  (nacido en 1876 y fallecido en 1924), con el que tuvo una hija, Vera, que también fue actriz. En 1932 volvió a casarse, esta vez con Ralph Raulet. Tuvo un cuarto marido, Jack Wilson.
Kitty Gordon falleció en una residencia de Brentwood (Nueva York) en 1974.

## Selección de su filmografía
- As in a Looking Glass 1916
- Her hour 1917
- National Red Cross Pageant 1917
- The Wasp 1918
- Tinsel 1918
- Adele 1919

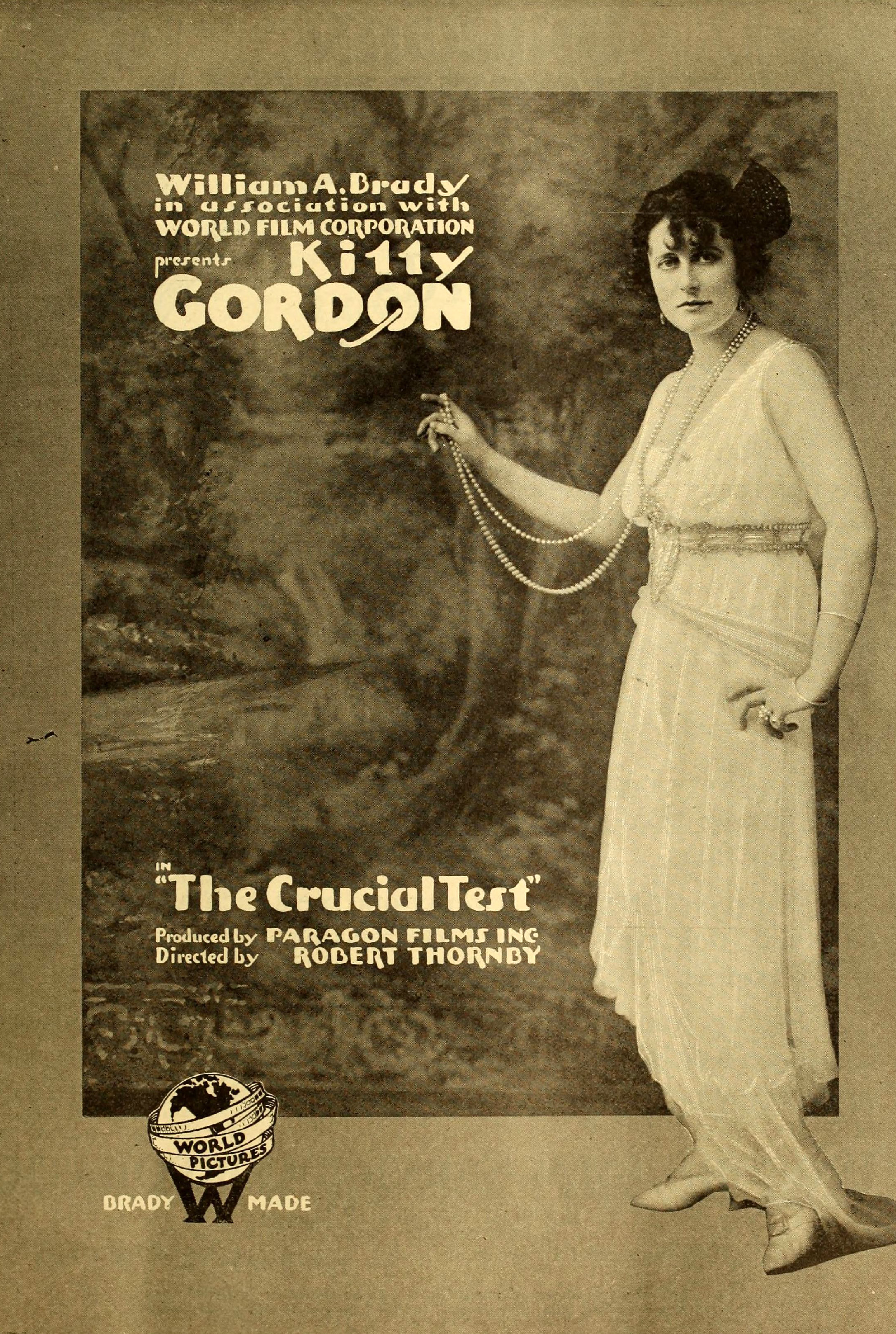
The Crucial Test (1916)
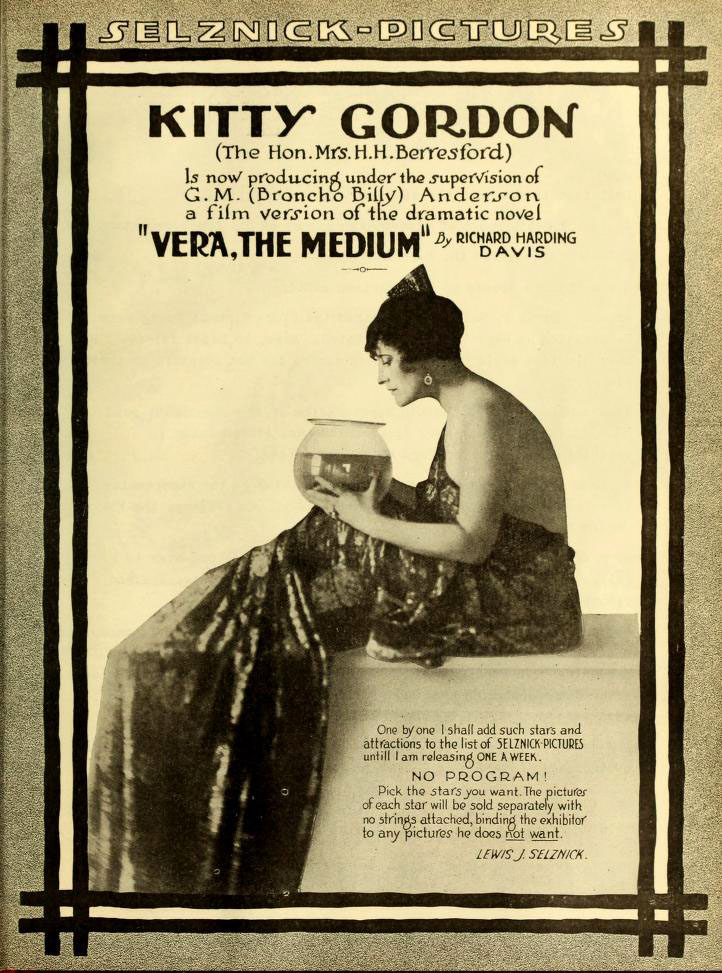
Vera the Medium (1916)
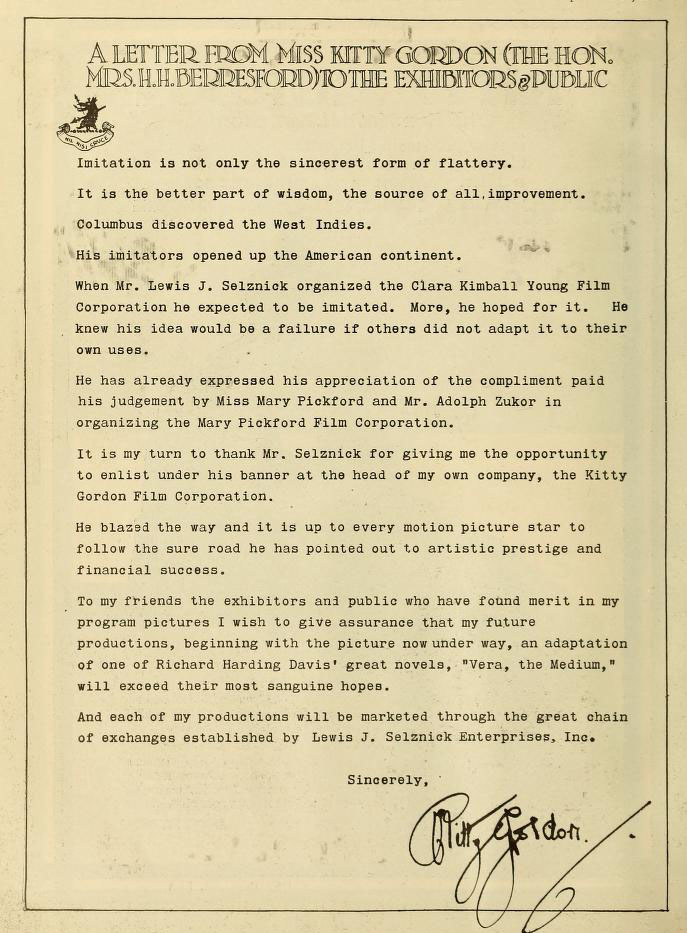
Anuncio (1916)
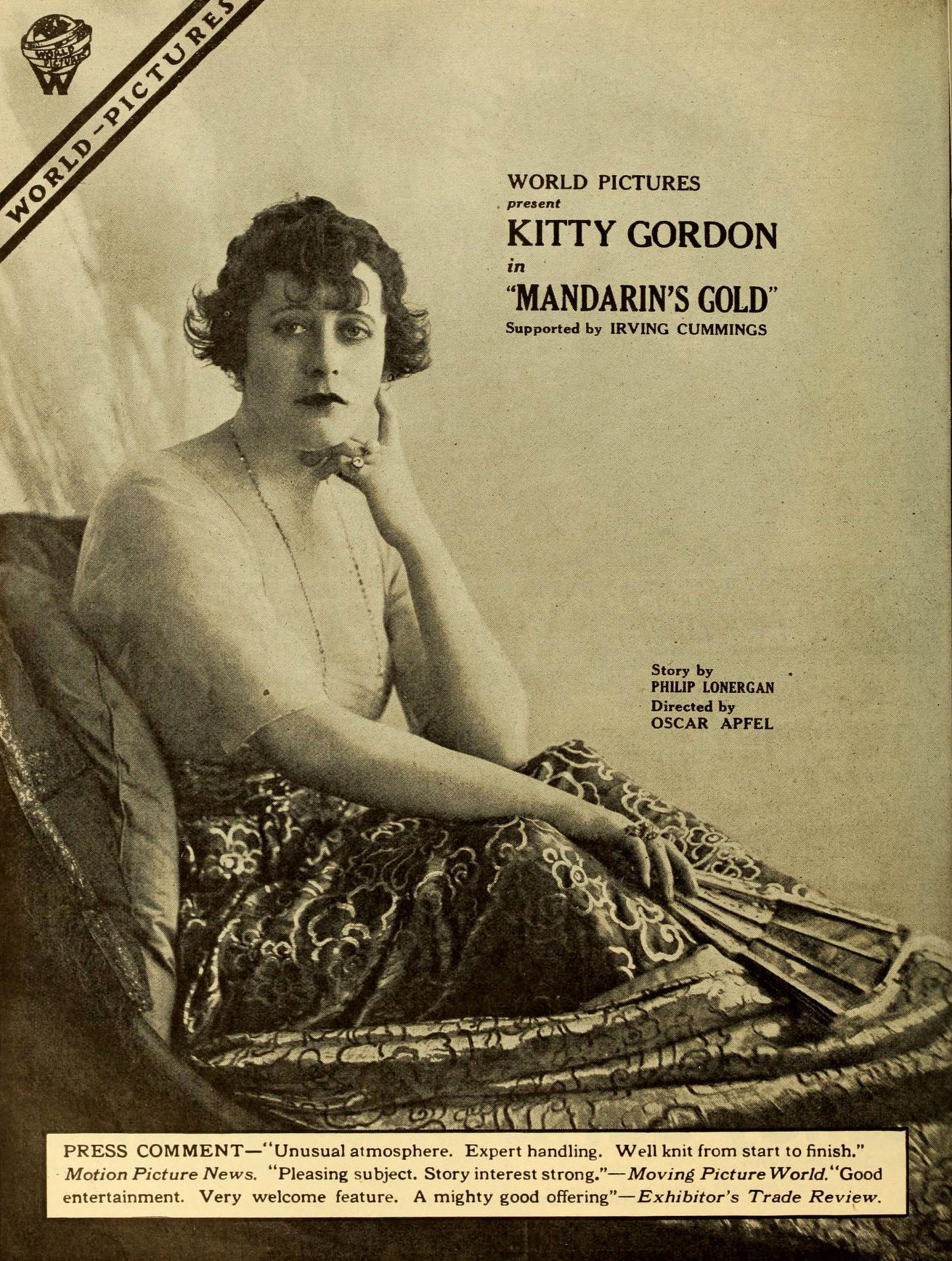
Mandarin's Gold (1919)